# مونيكا باير
مونيكا باير (بالألمانية: Monika Baer)‏ هي رسامة ألمانية، ولدت في 1964 في فرايبورغ في ألمانيا.